# Joe Spano
Joseph Peter Spano (San Francisco, 7 luglio 1946) è un attore statunitense.
È noto per il ruolo del detective Henry Goldblume nella serie Hill Street giorno e notte, e per quello dell'agente speciale dell'FBI Tobias Fornell nella serie NCIS - Unità anticrimine.

## Biografia
Nato a San Francisco nel 1946, figlio di Virginia Jean Carpenter e Vincent Dante Spano, nel 1980 sposa Joan Zerrien, con la quale adotta due figlie.

## Carriera
In passato membro del gruppo di improvvisazione di San Francisco "The Wing", esordisce nel ruolo del Conte Paride in una rappresentazione di Romeo e Giulietta nel 1967. L'anno seguente contribuisce a fondare il Berkeley Repertory Theatre, apparendo nella sua prima produzione e collaborando con la compagnia del teatro per dieci anni. Negli anni settanta si trasferisce a Hollywood, dove ottiene dei ruoli secondari nei film American Graffiti (1973) e Cielo di piombo, ispettore Callaghan (1976).
Acquisisce popolarità con la serie televisiva Hill Street giorno e notte, in cui interpreta il ruolo del sergente detective Henry Goldblume, poi diventato tenente, durante tutti i sette anni della serie. Successivamente appare in altre serie poliziesche come NYPD - New York Police Department (1993) e Murder One (1995), e anche in X-Files, Mercy Point e Amazing Grace. Nel 1988 vince un Emmy nella categoria Best Guest Actor in a Drama Series per il suo ruolo in Voci nella notte.
È tra i personaggi ricorrenti della serie NCIS - Unità anticrimine sin dal primo episodio, Air Force One (2002), nel ruolo di Tobias Fornell.

## Filmografia

### Cinema
- Una donna in attesa di divorzio (One Is a Lonely Number), regia di Mel Stuart (1972)
- American Graffiti, regia di George Lucas (1973)
- Warlock Moon, regia di Bill Herbert (1973)
- Cielo di piombo, ispettore Callaghan (The Enforcer), regia di James Fargo (1976)
- Northern Lights, regia di John Hanson e Rob Nilsson (1978)
- Roadie - La via del rock (Roadie), regia di Alan Rudolph (1980)
- The Incredible Shrinking Woman, regia di Joel Schumacher (1981)
- Terminal Choice (1985)
- The Easter Story - cortometraggio (1990) - voce
- Rave Review (1994)
- Apollo 13, regia di Ron Howard (1995)
- Schegge di paura (Primal Fear), regia di Gregory Hoblit (1996)
- Break Up - Punto di rottura (Break Up), regia di Paul Marcus (1998)
- In Quiet Night (1998)
- Texas Rangers, regia di Steve Miner (2001)
- Ticker - Esplosione finale (Ticker), regia di Albert Pyun (2001)
- Sotto corte marziale (Hart's War), regia di Gregory Hoblit (2002)
- Fortunate Son - cortometraggio (2004)
- Hollywoodland, regia di Allen Coulter (2006)
- Il caso Thomas Crawford (Fracture), regia di Gregory Hoblit (2007)
- Frost/Nixon - Il duello (Frost/Nixon), regia di Ron Howard (2008)
- If I Did It - cortometraggio (2011)

### Televisione
- Le strade di San Francisco (The Streets of San Francisco) – serie TV, episodi 3x01-3x18 (1974-1975)
- Lou Grant – serie TV, 2 episodi (1979)
- Trapper John (Trapper John, M.D.) – serie TV, 1 episodio (1979)
- Premiata agenzia Whitney (Tenspeed and Brown Shoe) – serie TV, 1 episodio (1980)
- Fighting Back, regia di Robert Lieberman – film TV (1980)
- Insight – serie TV, 1 episodio (1981)
- Hill Street giorno e notte (Hill Street Blues) – serie TV, 144 episodi (1981-1987)
- Giustizia violenta – film TV (1986)
- Notte di terrore – film TV (1987)
- La famiglia Hogan (The Hogan Family/Valerie) – serie TV, 1 episodio (1987)
- L.A. Law - Avvocati a Los Angeles (L.A. Law) – serie TV, 1 episodio (1988)
- Disastro al Silo 7 – film TV (1988)
- Voci nella notte (Midnight Caller) – serie TV, 1 episodio (1989)
- Cast the First Stone – film TV (1989)
- Blind Faith, regia di Paul Wendkos – film TV (1990)
- The Girl Who Came Between Them – film TV (1990)
- The Great Los Angeles Earthquake, regia di Larry Elikann – film TV (1990)
- American Dreamer – serie TV, 1 episodio (1990)
- The Summer My Father Grew Up – film TV (1991)
- Baci, pupe e Rock'n'roll – film TV (1991)
- Fever - Ultimo desiderio: uccidi! (Fever), regia di Larry Elikann – film TV (1991)
- Cival Wars – serie TV, 1 episodio (1992)
- Ho sposato un assassino – film TV (1993)
- Ragionevoli dubbi (Reasonable Doubts) – serie TV, 1 episodio (1993)
- The Flood: Who Will Save Our Children? – film TV (1993)
- Dream On – serie TV, 1 episodio (1994)
- Amazing Grace – serie TV, 5 episodi (1995)
- Murder One – serie TV, 15 episodi (1995-1996)
- Her Costly Affair, regia di John Patterson – film TV (1996)
- X-Files (The X-Files) – serie TV, 2 episodi (1997)
- Una telefonata per ricordare – film TV (1997)
- Profiler - Intuizioni mortali (Profiler) – serie TV, 2 episodi (1997–1998)
- Dalla Terra alla Luna (From the Earth to the Moon) – serie TV, 1 episodio (1998)
- JAG - Avvocati in divisa (JAG) – serie TV, 1 episodio (1998)
- La vendetta di Logan (Logan's War: Boundy of Honor), regia di Michael Preece – film TV (1998)
- L.A. Doctors – serie TV, 1 episodio (1998)
- Nash Bridges – serie TV, 1 episodio (1998)
- Batman of the Future - Il ritorno del Joker (Batman Beyond: Return of the Joker), regia di Curt Geda – film TV (1999) - voce
- Mercy Point – serie TV, 7 episodi (1998–1999)
- A.T.F., regia di Dean Parisot – film TV (1999)
- Il tocco di un angelo (Touched by an Angel) – serie TV, 1 episodio (1999)
- Batman of the Future (Batman Beyond) – serie TV, 4 episodi (1999-2000) - voce
- Squadra Med - Il coraggio delle donne (Strong Medicine) – serie TV, 1 episodio (2000)
- Providence – serie TV, 3 episodi (2001)
- NYPD - New York Police Department (NYPD Blue) – serie TV, 16 episodi (2001-2003)
- Invisible Man – serie TV, 1 episodio (2002)
- Static Shock – serie TV, 1 episodio (2002) - voce
- Boomtown – serie TV, 1 episodio (2004)
- Dragnet – serie TV, 1 episodio (2004)
- Eyes – serie TV, 1 episodio (2005)
- Crossing Jordan – serie TV, 1 episodio (2006)
- The Closer – serie TV, 1 episodio (2006)
- Standoff – serie TV, 1 episodio (2006)
- Shark - Giustizia a tutti i costi (Shark) – serie TV, 1 episodio (2008)
- In Plain Sight - Protezione testimoni (In Plain Sight) – serie TV, 1 episodio (2010)
- The Mentalist – serie TV, episodio 4x15 (2012)
- NCIS - Unità anticrimine (NCIS) – serie TV, 58 episodi (2003-2024)
- NCIS: New Orleans – serie TV, 1 episodio (2014)
- Pearson – serie TV, episodio 1x09 (2019)

## Doppiatori italiani
Nelle versioni in italiano delle opere in cui ha recitato, Joe Spano è stato doppiato da:
- Ennio Coltorti in NCIS - Unità anticrimine (st. 1-3), The Closer
- Gerolamo Alchieri in NCIS - Unità anticrimine (st. 4-16, 18-21), NCIS: New Orleans
- Mauro Magliozzi in American Graffiti
- Dario Mazzoli in Hill Street giorno e notte (1ª voce)
- Guido De Salvi in Hill Street giorno e notte (2ª voce)
- Carlo Valli in Bloodlines
- Sandro Iovino in Apollo 13
- Luca Biagini ne Il prezzo del tradimento
- Werner Di Donato in Schegge di paura
- Gino La Monica in X-Files
- Carlo Reali in NYPD - New York Police Department
- Emilio Cappuccio in Ticker - Esplosione finale
- Mario Bombardieri in Sotto corte marziale
- Luciano Roffi in The Mentalist